# Théorème de Radon
Pour les autres significations, voir Théorème de Radon (géométrie).

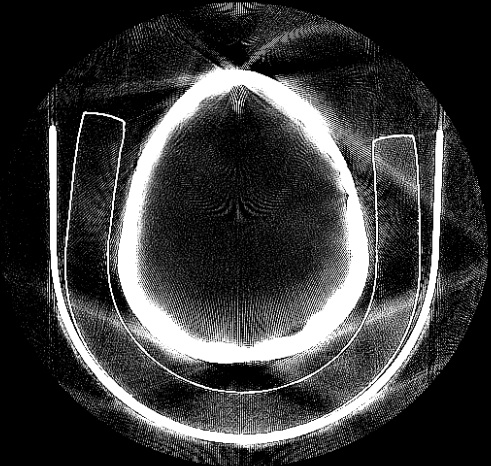
Les rétroprojections sont clairement visibles dans cette coupe prise par un scanneur.

Le théorème de projection de Radon  établit la possibilité de reconstituer une fonction réelle à deux variables (assimilable à une image) à l'aide de la totalité de ses projections selon des droites concourantes. L'application la plus courante de ce théorème est la reconstruction d'images médicales en tomodensitométrie, c'est-à-dire dans les scanneurs à rayon X. Il doit son nom au mathématicien Johann Radon.
En pratique, il est impossible de disposer de toutes les projections d'un objet solide, seulement un échantillonnage. Mais il existe des méthodes pour combler ce manque d'information conformément à ce que l'on sait a priori sur l'image, par exemple les méthodes d'entropie maximale (voir théorème de Cox-Jaynes).

## Transformée de Radon
Considérons une fonction de deux variables ƒ ; c'est typiquement une densité définie dans le plan (x, y). Considérons une droite L de ce plan. La transformée de Radon de cette droite est simplement l'intégrale le long de la droite :  {\displaystyle \mathrm {R} _{f}(\mathrm {L} )=\int _{\mathrm {L} }f(\mathrm {\bf {x}} )\,|\mathrm {d{\bf {x}}} |}, en notant x le vecteur {\displaystyle (x,y)}, et donc
{\displaystyle \mathrm {R} _{f}(\mathrm {L} )=\int _{\mathrm {L} }f(x,y)\,{\sqrt {\mathrm {d} x^{2}+\mathrm {d} y^{2}}}}.
Or, la droite L peut être caractérisée par des paramètres polaires (ρ, θ) :
- ρ est la distance de la droite à l'origine du repère,
- θ est l'angle que fait la perpendiculaire à la droite avec l'axe x.

Les coordonnées (x, y) des points de cette droite vérifient l'équation :
ρ = x⋅cos(θ) + y⋅sin(θ)
On peut donc définir la transformée de Radon de la direction φ donnée par l'intégrale double :
{\displaystyle p_{\varphi }(x')=\int _{-\infty }^{\infty }\int _{-\infty }^{\infty }f(x,y)\,\delta (x\cos(\varphi )+y\sin(\varphi )-x')\,\mathrm {d} x\,\mathrm {d} y}
où δ(x) est l'impulsion de Dirac.
Dans le cas où x' et φ sont discrets, la transformée de Radon est équivalente à la transformée de Hough pour une droite.

## Transformée inverse de Radon
La reconstruction de la fonction {\displaystyle f} en coordonnées polaires peut alors être réalisée à l'aide de la transformée inverse de Radon :
où {\displaystyle {\mathcal {F}}} est la transformée de Fourier. La transformée inverse de Radon consiste à filtrer toutes les projections et à les propager sur toute l'image dans la même direction où ils avaient été projetés ; d'où le nom « reconstruction par rétroprojection filtrée » parfois aussi utilisé.